# Cruriraja durbanensis
Cruriraja durbanensis är en rockeart som först beskrevs av von Bonde och Swart 1923.  Cruriraja durbanensis ingår i släktet Cruriraja och familjen egentliga rockor. IUCN kategoriserar arten globalt som otillräckligt studerad. Inga underarter finns listade i Catalogue of Life.